# Kanton Romans-sur-Isère
Romans-sur-Isère is een kanton van het Franse departement Drôme. Het kanton maakt deel uit van het arrondissement Valence.

## Gemeenten
Het kanton Romans-sur-Isère omvat de volgende gemeenten:
- Châtillon-Saint-Jean
- Clérieux
- Génissieux
- Mours-Saint-Eusèbe
- Peyrins
- Romans-sur-Isère ( hoofdplaats ) ( oostelijk deel )
- Saint-Bardoux
- Saint-Paul-lès-Romans
- Triors